# 雅罗斯拉夫·萨梅林
雅罗斯拉夫·阿列克谢耶维奇·萨梅林（羅馬化：Yaroslav Alekseyevich Samylin；1997年3月25日—）是俄罗斯政治人物，第八届国家杜马议员。
2019年，萨梅林毕业于俄罗斯普列汉诺夫经济大学。2024年，国家杜马议员格里戈里·希尔金提前离职后，他继任填补了空缺职位。